# آفیموکسیفن
آفیموکسیفن (به انگلیسی: Afimoxifene) با فرمول شیمیایی C۲۶H۲۹NO۲ یک ترکیب شیمیایی با شناسه پاب‌کم ۴۴۹۴۵۹ است. که جرم مولی آن ۳۸۷٫۵۱۳۹۶ g/mol می‌باشد. 